# ناصر الغانم
ناصر الغانم (1961-) لاعب كرة قدم كويتي سابق، وكان يلعب مع نادي كاظمة ومنتخب الكويت لكرة القدم.

## مسيرته
بدأ مسيرته الكروية مع نادي كاظمة في عام 1978، وقد سجل هدف في نهائي كأس الأمير 1978/1979 أمام نادي القادسية الكويتي، وقد سجل هدف في نهائي كأس الأمير 1981/1982، وقد سجل هدف في نهائي كأس الأمير 1982/1983، وقد سجل هدف في نهائي كأس الأمير 1983/1984 وقد توج هداف تلك البطولة برصيد 3 أهداف، وقد اعتزل كرة القدم في عام 1992.
وهو هداف الدوري الكويتي سنة 1987 عندما افاز نادى كاظمة بالبطولة لأول مرة في تاريخه.
وكان قد ساهم في التأهل إلى الألعاب الأولمبية الصيفية 1980 في موسكو، بعد أن سجل أحد الأهداف في مرمى منتخب العراق لكرة القدم.
وقد فاز مع منتخب الكويت لكرة القدم في كأس الخليج 1982 وكأس الخليج 1986 وكأس الخليج 1990.

## كأس الخليج 1982
وقد سجل هدف في مرمى منتخب قطر لكرة القدم.

## روابط خارجية
- ناصر الغانم على موقع الاتحاد الدولي (مؤرشف)  (الإنجليزية)
- ناصر الغانم على موقع ناشيونال فوتبول تيمز (الإنجليزية)
- ناصر الغانم على موقع عالم كرة القدم.نت (الإنجليزية)